# BMW N20
La sigla BMW N20 (per esteso N20B20) identifica un motore a scoppio sovralimentato a benzina prodotto dal 2011 al 2017 dalla casa automobilistica tedesca BMW.

## Caratteristiche

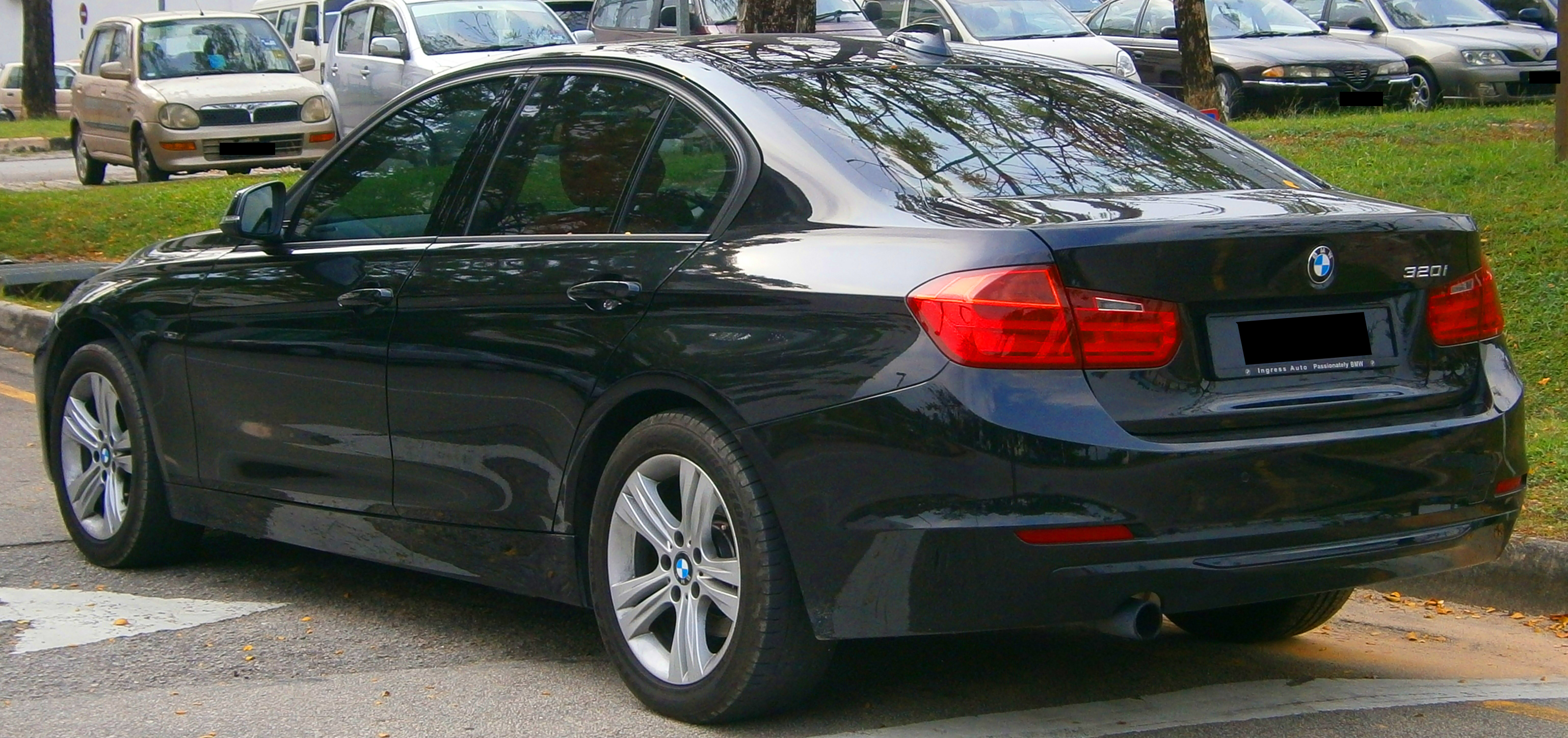
BMW 320i Sport Line del 2013

Questo motore, introdotto nel mese di marzo del 2011, fa parte del programma BMW EfficientDynamics, voluto dalla Casa bavarese ed avviato già alcuni anni prima allo scopo di realizzare motori ed adottare altre soluzioni tecniche allo scopo di ridurre consumi ed emissioni inquinanti, salvaguardando nel contempo le prestazioni delle vetture. Tra le direttive di questo programma vi è ovviamente anche il cosiddetto processo di "downsizing", che vuol dire sostituire i motori in uso con altri, più nuovi e di cilindrata più contenuta, ma dalle prestazioni simili e progettati in modo da ridurre consumi ed emissioni tossiche. In questo quadro si inserisce la nascita del motore N20, un propulsore quadricilindrico da 2 litri sovralimentato mediante un turbocompressore twin scroll, cioè con una turbina a condotto sdoppiato.
Tale motore intende sostituire nel tempo i motori N52 ed N53 da 3 litri, rispetto ai quali si segnala per la maggior leggerezza (15 kg in meno), grazie al massiccio impiego della lega di alluminio, e per il minor consumo medio (mediamente 1.5 litri in meno ogni 100 km).
Queste sono le caratteristiche del motore N20B20:
- architettura a 4 cilindri in linea;
- monoblocco, basamento e testata in lega di alluminio;
- alesaggio e corsa: 84x90,1 mm;
- cilindrata: 1997 cm³;
- testata a 4 valvole per cilindro;
- distribuzione a due assi a camme in testa;
- fasatura variabile bi-VANOS con dispositivo Valvetronic per la variazione dell'alzata;
- alimentazione: iniezione diretta High Precision Injection;
- sovralimentazione mediante turbocompressore twin scroll;
- albero a gomiti su 5 supporti di banco.

Va notato come, sebbene la potenza massima sia inferiore a quella del 3 litri N53 da 258 CV, il picco di 245 CV venga raggiunto a 5000 giri/min anziché 6600, e come la coppia massima sia sensibilmente aumentata, passando da 310 a 350 Nm. Specialmente quest'ultimo dato fornisce un'idea delle minori sollecitazioni a cui va incontro il motore e del suo più alto rendimento, fattori che confluiscono in una sensibile riduzione dei consumi. Quest'ultima caratteristica è dovuta anche al contributo del dispositivo Start&Stop integrato nel motore stesso. Il motore N20 esordisce nel marzo 2011 sotto il cofano della BMW X1 xDrive28i, ed in versione da 245 CV, ma sei mesi dopo è stato affiancato da una versione depotenziata, in grado comunque di sviluppare 184 CV. Nel 2012 la famiglia si allarga ulteriormente con l'arrivo di una versione intermedia in grado di erogare fino 218 CV. Di seguito vengono mostrate le caratteristiche e le applicazioni delle due versioni:
| 1.                                                   | 11   | 156/5000       | 240/ 1250-4400 | BMW Z4 sDrive18i E89         | 03/2013-06/2016  |
| 2.                                                   | 11   | 184/ 5000-6250 | 270/ 1250-4500 | BMW 220i F22/F23             | 03/2014-06/2016  |
| 2.                                                   | 11   | 184/ 5000-6250 | 270/ 1250-4500 | BMW 320i F30/F31             | 04/2012-05/2015  |
| 2.                                                   | 11   | 184/ 5000-6250 | 270/ 1250-4500 | BMW 320i GT F34              | 04/2013-06/2016  |
| 2.                                                   | 11   | 184/ 5000-6250 | 270/ 1250-4500 | BMW 420i/420i xDrive F32/F36 | 02/2014-03/2016  |
| 2.                                                   | 11   | 184/ 5000-6250 | 270/ 1250-4500 | BMW 520i F10/F11             | 10/2011-01/2017  |
| 2.                                                   | 11   | 184/ 5000-6250 | 270/ 1250-4500 | BMW Z4 sDrive20i E89         | 09/2011-06/2016  |
| 2.                                                   | 11   | 184/ 5000-6250 | 270/ 1250-4500 | BMW X1 sDrive20i/xDrive20i   | 09/2011-06/20151 |
| 2.                                                   | 11   | 184/ 5000-6250 | 270/ 1250-4500 | BMW X3 xDrive20i             | 09/2011-08/20171 |
| 2.                                                   | 11   | 184/ 5000-6250 | 270/ 1250-4500 | BMW X4 xDrive20i F26         | 06/2014-03/2018  |
| 3.                                                   | 10   | 218/5000       | 310/ 1350-4800 | BMW 125i F20                 | 03/2012-08/2016  |
| 3.                                                   | 10   | 218/5000       | 310/ 1350-4800 | BMW 125i F21                 | 06/2012-08/2016  |
| 4.                                                   | 10.3 | 245/ 5000-6500 | 350/ 1250-4800 | BMW 228i F22                 | 09/2014-06/2016  |
| 4.                                                   | 10.3 | 245/ 5000-6500 | 350/ 1250-4800 | BMW 328i F30/F31             | 02/2012-05/2015  |
| 4.                                                   | 10.3 | 245/ 5000-6500 | 350/ 1250-4800 | BMW 328i GT F34              | 04/2013-06/2016  |
| 4.                                                   | 10.3 | 245/ 5000-6500 | 350/ 1250-4800 | BMW 428i F32                 | 09/2013-03/2016  |
| 4.                                                   | 10.3 | 245/ 5000-6500 | 350/ 1250-4800 | BMW 528i F10/F11             | 10/2011-01/2017  |
| 4.                                                   | 10.3 | 245/ 5000-6500 | 350/ 1250-4800 | BMW Z4 sDrive28i E89         | 09/2011-06/20161 |
| 4.                                                   | 10.3 | 245/ 5000-6500 | 350/ 1250-4800 | BMW X1 xDrive28i             | 03/2011-06/20151 |
| 4.                                                   | 10.3 | 245/ 5000-6500 | 350/ 1250-4800 | BMW X3 xDrive28i             | 09/2011-08/20171 |
| 4.                                                   | 10.3 | 245/ 5000-6500 | 350/ 1250-4800 | BMW X4 xDrive28i F26         | 06/2014-03/2018  |
| 1Prevista per il mercato italiano a partire dal 2012 |      |                |                |                              |                  |

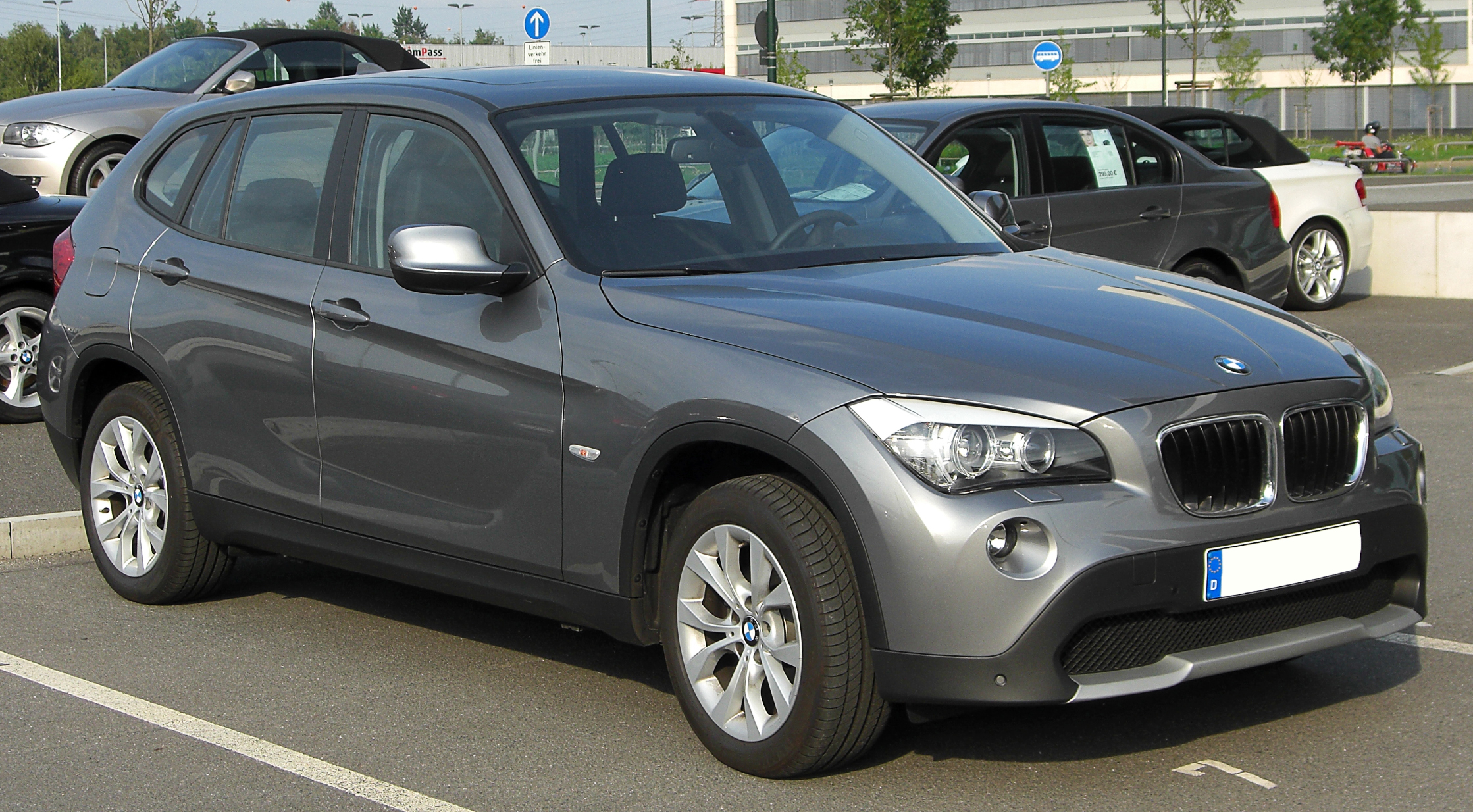
Il motore N20 ha esordito sotto il cofano della BMW X1

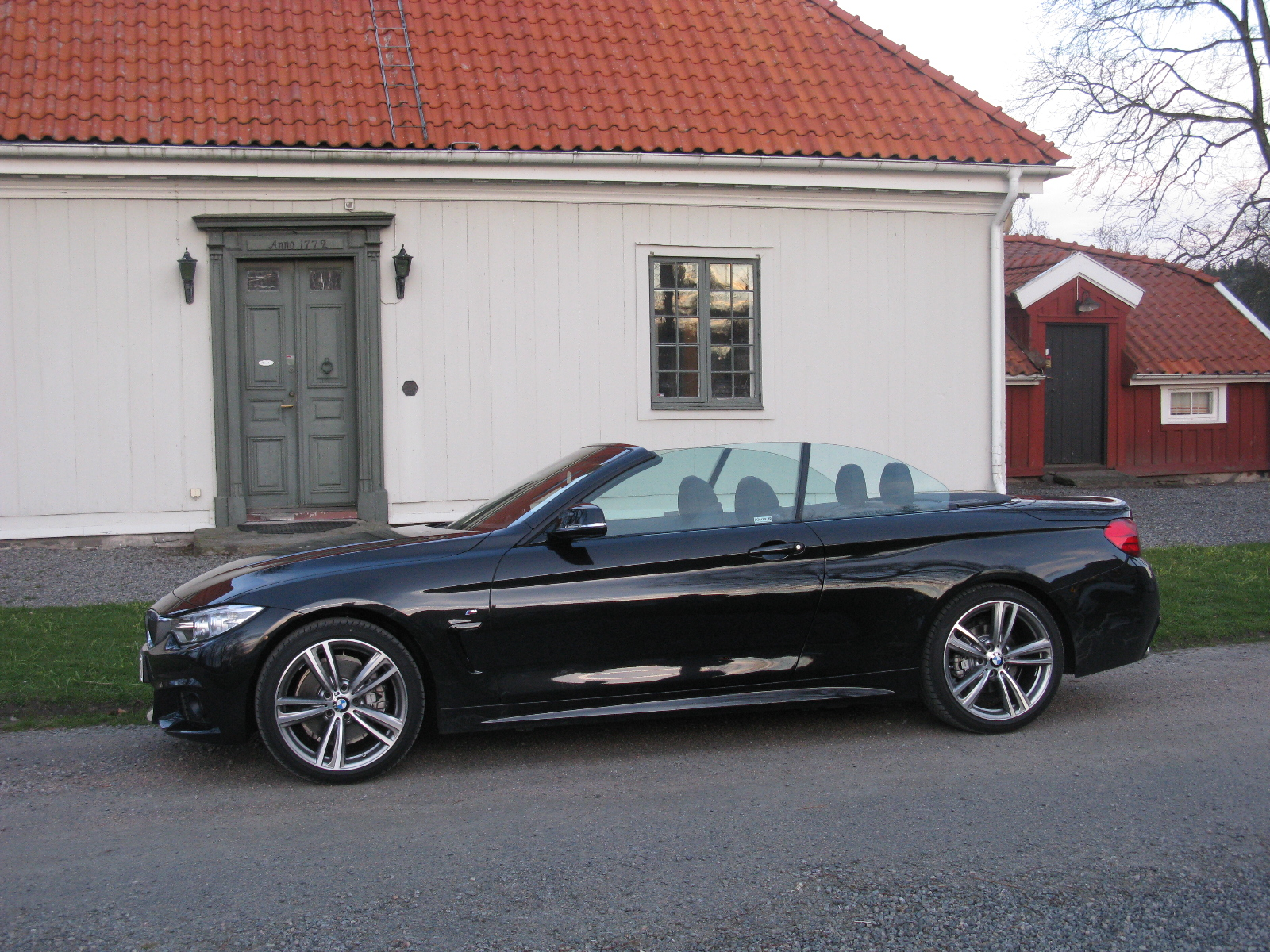
BMW 428i Cabriolet M Sport

Il motore N20 ha avuto anche un'applicazione come parte di un gruppo motopropulsore ibrido: nella variante da 245 CV è stato infatti abbinato ad un motore elettrico da 113 CV, quest'ultimo integrato in un cambio automatico ad 8 rapporti. Così configurato, questo gruppo motopropulsore è in grado di erogare una potenza massima di 313 CV ed una coppia massima di 450 Nm.